# Файтельсон, Яков Алексович
Яков Алексович Файтельсон (род. 28 июля 1946 года в Вильнюсе, Литва) — диссидент-отказник, общественный и политический деятель, исследователь демографических процессов в Израиле.

## Биография
В 1969 году окончил Каунасский политехнический институт по специальности инженер-математик ЭВМ. С декабря этого же года член вильнюсского отделения подпольной сионистской организации «Иргун», созданной в Ленинграде.
В сентябре 1970 года был задержан, переслан в Кишинёв, где допрашивался об участии в сионистской деятельности.
С февраля 1971 года один из организаторов акций протеста «отказников». Среди них, первая трехдневная голодовка 32 отказников из Литвы и Латвии в здании Московского центрального телеграфа.
7 января 1972 года репатриировался в Израиль.
С февраля 1981 года назначен первым мэром города Ариэль. Находился на этой должности до мая 1985 года. Я. Файтельсон был первым репатриантом из СССР, назначенным на такую должность.
С ноября 1988 года по декабрь 1993 года руководил промышленным районом Баркан.
С 1990 по 1993 годы — член Совета директоров и председатель комиссии по компьютеризации израильской электрокомпании «Хеврат хашмаль».
С мая 1994 по август 1995 года — генеральный директор Управления абсорбции (Хайфа).
С июля 1998 года был представителем Джойнта в Белоруссии.
С 2000 года назначен директором департамента Джойнта по строительству и недвижимости в СНГ и руководит крупными проектами в этой области. Один из основных проектов, которым руководил Я. Файтельсон, здание Еврейского Общинного Дома в Санкт-Петербурге «ЕСОД» — этот проект завоевал целый ряд престижных призов, главным из которых была Государственная премия Правительства Российской Федерации в области культуры за 2007 год.
С 2006 года назначен также на должность заместителя генерального директора по специальным проектам во вновь созданной компании АРЕК, принадлежащей Джойнту.
В июле 1987 года опубликовал первую статью о своем исследовании «демографической проблемы» в Израиле. 4 октября 1988 года (во время очередной избирательной кампании в Кнессет) был приглашен компанией «Дахаф» в качестве советника по демографии для Биньямина Нетаниягу).
С 1989 и по 1990 годы включительно вёл на иврите еженедельную передачу на радиостанции Аруц Шева (Седьмой канал).
В январе 2005 года был приглашён присоединиться к американо-израильской группе исследователей демографии Израиля во главе с Беннетом Циммерманом и Иорамом Эттингером.

## Отзывы
Выступал с лекциями по демографии перед различными форумами, в том числе в 2007 году на Четырнадцатой и в 2008 году на Пятнадцатой ежегодной международной московской конференции по иудаике. Информация докладчика была оценена следующим образом:

Вопреки повсеместно звучащим прогнозам о грядущем едва ли не «растворении» евреев в арабской среде, вызванном высокой рождаемостью среди арабов, Я. Файтельсон показал, что с 70-х годов XX века пропорции между численностью еврейского и арабского населения Израиля фактически установились. Учитывая то, насколько большую роль играют демографические соображения в определении политической линии в современном Израиле, вывод Я. Файтельсона нельзя не признать крайне важным.

О роли Файтельсона в работе белорусского отделения Джойнта высказался публицист В. Мальцев:

Мощный импульс публикации литературы о жизни белорусских евреев дали недавний глава белорусского отделения американского фонда Яков Файтельсон и его жена, координатор программ по культуре, Аксенова-Штейнгруд, Светлана Александровна. За два года своего пребывания в Белоруссии на месте пустыни они заложили сад, сформировали основные направления издательской политики «Джойнта» в республике.

## Публикации
Яковом Файтельсоном опубликовано около 500 статей в различных газетах и журналах на иврите, русском и на английском языках. Статьи на иврите печатались в газетах «Гаарец», «Едиот Ахронот», «Маарив», «Иарден», «Макор Ришон», «Башева», Исраэль Хайом, в журналах «Некуда» и «Натив», и на интернет сайте Мида. Статьи на русском печатались в газетах «Вести» и «Новости Недели», в сборнике статей «Ближний Восток и современность», издаваемого совместно Институтом востоковедения РАН и Институтом Ближнего Востока в Москве, и на интернет сайте «Kontinent Media Group». В частности, статьи на иврите и на английском были опубликованы иерусалимским  Институтом стратегии сионизма, израильским Институтом Исследования Национальной Безопасности INSS, на английском в американском журнале Middle East Quarterly. Статьи на иврите, русском и на английском публикуются на сайте https://yakovfaitelson.academia.edu/research

### На иврите
- Демография Иудеи, Самарии и Газы — действительность против «промывания мозгов», «Натив», № 5, ноябрь 1988 года;
- «Массовая алия — демографические аспекты», «Натив», № 3 (20), стр. 34-44, Май 1991;
- פייטלסון , יעקב, המגמות דמוגרפיות בארץ ישראל (1800-2007) המכון לאסטרטגיה ציונית, 2008
- מגמות דמוגרפיות במערכת החינוך הישראלית
- דמוגרפיה – המכון לאסטרטגיה ציונית
- התפתחות הפריון הכולל בארץ ישראל
- האם צפיפות מאיימת על ישראל
- מאמרים בעברית
- התהליכים הדמוגרפיים בארץ ישראל 2022-1948 - המכון למחקרי ביטחון לאומי

### На русском
- Грозит ли Израилю перенаселенность?
- Совсем "Новый Ближний Восток"
- Как будет расти еврейское большинство в Израиле
- Почему палестинцы противятся созданию палестинского государства. Сборник статей Института Востоковедения РАН и Института Ближнего Востока «Ближний Восток и современность» (выпуск 39, стр. 229—245, М., 2009) Института Востоковедения РАН и Института Ближнего Востока
- Демографические тенденции в Стране Израиля (1882—2006) 17 Апреля 2007 (сборник статей Института Востоковедения РАН и Института Ближнего Востока «Ближний Восток и современность» (выпуск 32, стр. 215—233, М., 2007) Института Востоковедения РАН и Института Ближнего Востока) http://www.iimes.ru/?p=9945
- Арабская эмиграция из Иудеи, Самарии и Полосы Газа сборник статей «Ближний Восток и современность» (выпуск 34, стр. 344—357, М., 2008) Института Ближнего Востока и Института Востоковедения РАН
- Об итогах переписи палестинского населения Институт Ближнего Востока, 20 Февраля 2008.
- Демографические прогнозы населения Страны Израиля и реальность (сборник статей Института Востоковедения РАН и Института Ближнего Востока «Ближний Восток и современность» (выпуск 37) стр. 312—355, М., 2008)
- Демография Государства Израиль: прогнозы и реалии | Институт Ближнего Востока
- Яков Файтельсон “Почему палестинцы противятся созданию Палестинского государства”, “Ближний Восток и современность”. Выпуск 39. М., ИБВ, 2009,
- Новые данные об Естественном приросте населения Израиля 16 Марта 2009 7kanal.com
- «Демография, территория и безопасность Израиля». 16.06.2009
- С Востока воспрянет Европа

### На английском
- Demography — threat or problem, Yakov Faitelson, 18.12.2003.
- Demographic Trends in the Land of Israel (1800—2007), Yaakov Faitelson, the Institute for Zionist Strategies, Jerusalem, 2008.
- Why do the Palestinians oppose the establishment of a Palestinian state An article published in Russian in the anthology "The Middle East and Modern Times", pp. 229-245, Publication No. 39 of the Institute of Oriental Studies of the Russian Academy of Sciences and the Institute of the Middle East, Moscow, 2009
- The Politics of Palestinian Demography, Middle East Quarterly, Spring 2009, pp. 51-59.
- A Jewish Majority in the Land of Israel. The Resilient Jewish State. Middle East Quarterly. September 1, 2013. Yakov Faitelson
- How Israel's Jewish Majority Will Grow. Middle East Quarterly. September 1, 2020 ·  Yakov Faitelson
- Strategic Assessment Demographic Processes in Israel 1948-2022
- Quality of Life - Bangladesh or New York

## Упоминания о персоналии в сборниках «Кто есть кто в Израиле»
- Who’s Who In Israel and in the work from Israel abroad 1982-83, the VI-th Hebrew Edition, Bronfman & Cohen Publishers LTD., Who’s Who Publications,Tel Aviv. Faitelson Yaakov, page 102, (иврит)
- Издание на английском: Who’s Who In Israel and Jewish Personalities from all over the world 1985-86, 20th Biennial English Edition, Bronfman Publishers LTD., Israeli Who’s Who Publications, Tel Aviv. Faitelson Yaakov, page 194, (англ.)
- Who’s Who In Israel and Jewish Personalities abroad 1994-95, 50 years publication of Who’s Who in Israel and Jewish Personalities all over the world. Hebrew Edition, Who’s Who in Israel and Jewish Personalities abroad Publishers LTD., Tel Aviv. Faitelson Yaakov, page 150, (иврит)